# Relaiszender
Een relaiszender, relaisstation, omzetter ook wel repeater genoemd is een radio-ontvanger, gekoppeld aan een zender, die het ontvangen signaal opnieuw uitzendt op een andere frequentie. Het doel van een relaisstation is een groter bereik van de ontvangen radiogolf van het oorspronkelijke signaal te bewerkstelligen. 
Relaiszenders worden gebruikt in mobilofoonnetten om alle gebruikers te laten meeluisteren met de mobiele zenders, ook wanneer deze zelf buiten elkaars ontvangstbereik zijn. Hiertoe dient de relaiszender zelf een goed bereik te hebben. Dit wordt bereikt door de antenne(s) ervan op een hoog punt in de omgeving te plaatsen. 

## Werking
De eerste generatie communicatiesatellieten hadden een relaiszender aan boord waarmee alle signalen binnen een zekere frequentieband afkomstig van een grondstation op een andere frequentie werden teruggezonden wanneer de satelliet was ingeschakeld. Om technische mankementen zo veel mogelijk uit te sluiten was de elektronica aan boord zo eenvoudig mogelijk en werd niet gecontroleerd op de authenticiteit van de ontvangen (analoge) signalen. Hierdoor kon het voorkomen dat smalbandige signalen illegaal "meeliftten" met breedbandige signalen zoals een tv-signaal.

### Frequentieverschuiving (shift)
Het verschil in ontvangst- en zendfrequentie wordt de shift genoemd. Deze shift moet groot genoeg zijn om het eigen zendsignaal te kunnen onderdrukken met behulp van een filter, het zogenaamde "duplexfilter", omdat anders de gevoelige ontvanger wordt overstuurd. Terwijl de mobiele gebruikers een half-duplex verbinding hebben, moet de relaiszender worden gebouwd als een full-duplex systeem, omdat zender en ontvanger gelijktijdig in werking zijn.

### Opslaan en afspelen
Een ander type relaiszender werkt met een opslag van het ontvangen signaal. Zodra het signaal uit de lucht is, wordt de ontvangen spraak of data opnieuw uitgezonden op dezelfde frequentie of op een andere frequentie. Degene die het signaal heeft verzonden kan zelf beluisteren of het relaisstation het bericht heeft ontvangen.

## Nederland
Voor de komst van C2000 waren relaiszenders heel gebruikelijk in de mobilofoonnetten van de hulpdiensten. Tegenwoordig worden ze voornamelijk nog gebruikt door radioamateurs.

## Radioamateurs
Radioamateurs bouwen en gebruiken sinds de jaren 50 hun eigen relaiszenders. Internationaal zijn er standaarden afgesproken voor de shift en de wijze van aanspreken van een omzetter. De shift is op de 70cm-band in Nederland en België vaak 1,6 MHz omhoog, maar steeds vaker wordt ook de veel in de rest van Europa gebruikte 7,6 MHz-shift zowel omhoog als omlaag gebruikt. Op de 2m-band 600 kHz omlaag t.o.v. de zendfrequentie (uitgang) van het relaisstation. In sommige landen is de shift omgekeerd. Vroeger werd een relaiszender vaak geactiveerd ("geopend") door een korte toon van 1750 Hz (in Europa) aan het begin van de uitzending, om te voorkomen dat atmosferische storing de zender onnodig inschakelt. Nu is dat vaak alleen nog bij de oudere relais, de modernere relais gebruiken het te prefereren CTCSS-slot. Dit maakt het gebruik van meerdere relais mogelijk in het relaisfrequentieraster zonder dat er al snel onderlinge hinder is doordat het ene relais of een relaisgebruiker onbedoeld het andere relais opent. 
Het plaatsen van relaiszenders vereist planning, dit gebeurt meestal volgens een vast raster waarin de stads, regionale en bovenregionale omzetters rekening mee dienen te houden om onbedoeld gebruik te voorkomen. Om uit te sluiten dat bij bepaalde atmosferische omstandigheden radioverkeer dat bedoeld is voor een ander relaisstation op dezelfde frequentie onbedoeld wordt heruitgezonden wordt voor nieuwe relais dan ook verplicht gesteld dat hier de CTCSS-toon voor wordt gebruikt.
FM-relaisstations zijn doorgaans onbemande stations die ingericht zijn voor het doorzenden van signalen die door andere (bemande) stations zijn uitgezonden. Om een onbemande radiozender in gebruik te hebben is in veel landen naast de reguliere zendmachtiging ook aparte toestemming nodig. In Nederland wordt die toestemming verleend door de Rijksinspectie Digitale Infrastructuur, in België door het Belgisch Instituut voor Postdiensten en Telecommunicatie. Het gebruik van amateurfrequenties zonder licentie is verboden.
Behalve voor analoge FM zijn er ook repeaters actief voor DMR, voor D-STAR en voor zowel FM als C4FM via Yaesu System Fusion.